# Narcissus × compressus
Narcissus × compressus là một loài thực vật có hoa lai ghép trong họ Amaryllidaceae. Loài này được Haw. mô tả khoa học đầu tiên năm 1800.

## Hình ảnh

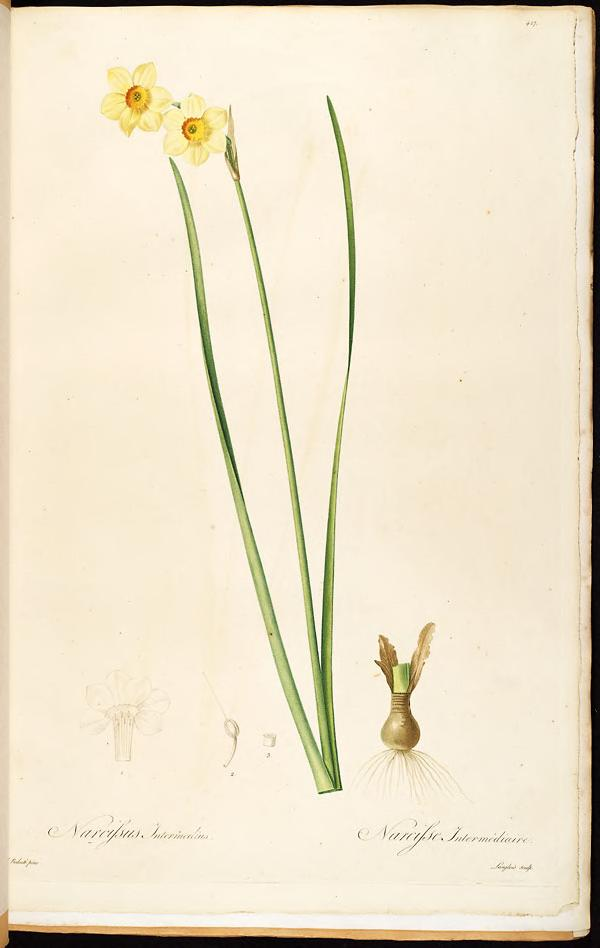